# Fate (Band)

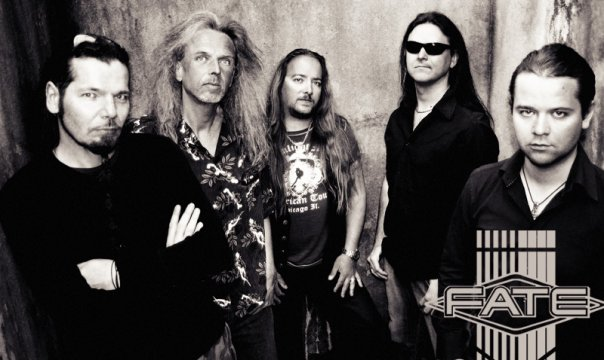
Fate

Fate ist eine dänische AOR- bzw. Hardrock-Band. Sie wurde im Jahr 1984 vom Ex-Mercyful-Fate-Gitarristen Hank Shermann (bei Fate mit nur einem „n“: Sherman) in Kopenhagen gegründet. Nach seinem Ausstieg (1988) existierte sie unter der Leitung von Peter Steincke zunächst bis 1993 weiter, um 2006 mit Steincke als einzigem Urmitglied wieder aufzuleben.

## Bandgeschichte
Der Gitarrist Hank Sherman, der von 1978 bis 1981 mit Brats und zwischendurch als Aushilfe bei Danger Zone erste Banderfahrungen gesammelt hatte, war 1981 mit Brats-Kollegen an der Gründung von Mercyful Fate beteiligt. Mit ihm entstanden die erste EP Mercyful Fate sowie die Alben Melissa und Don’t Break the Oath. Er fühlte sich vom satanischen/okkulten Auftreten des Sängers King Diamond abgestoßen und trug 1984 aus Protest dagegen auf der Bühne Strandkleidung. Im April 1985 zerbrach Mercyful Fate.
Sherman wandte sich an die Kopenhagener Formation Maxim, die zu dieser Zeit gerade ohne Gitarrist war. Die Hardrocker witterten ihre große Chance und warben mit dem Namen ihres Einsteigers sowie dem Bezug zu Mercyful Fate, indem sie fortan unter "Fate" firmierten. Sherman gab die musikalische Neuorientierung 1988 wieder auf; die anderen machten als Fate weiter. Sherman beteiligte sich 1992 an der Reunion Mercyful Fates und wirkte bis 1999 an sieben Veröffentlichungen mit. 2004 startete er völlig neu mit der Band Force Of Evil, zusammen mit Michael Denner, der – außer bei Fate – von Anfang an sein musikalischer Weggefährte war.
Das Lineup der Band bestand im Jahr 1984 aus Gitarrist Hank Sherman (René Krolmark * 1958), Bassist/Keyboarder Pete Steiner (Peter Steincke, * 1959), Schlagzeuger Bob Lance (Bjarne T. Holm, * 1960) und Sänger Jeff „Lox“ Limbo (Jens Meinert).
War Mercyful Fate sowohl vom Habitus als auch vom Gesangsstil her schrill und der textlichen wie musikalischen Ausrichtung her dem Black Metal zuzuordnen, verkörperte Fate traditionellen US-amerikanischen Hardrock bzw. kommerziellen AOR. Auf ihr Three-Track-Demo biss der Plattenkonzern EMI Dänemark an, nicht zuletzt weil Europe gerade dick im Geschäft war.
Das Debütalbum erschien im Jahr 1985 und hieß schlicht Fate.
Im April 1986 erschien ihre zweite Platte unter dem Titel A Matter of Attitude, die auch im kommerziellen AOR-Bereich als Klassiker gilt, weshalb sie im Jahr 2004 nochmals als Re-Issue wiederveröffentlicht wurde. Auffallend war neben der hardrock-typischen Boy-meets-Girl-Thematik auch ein gehöriger Schuss Humor, so in der Single-Auskopplung Won’t Stop, einer Karikatur des Jugendkultes in der Pop-Szene. Bei der darauffolgenden Tournee wurden die Keyboard-Parts von Floyd Lafayette übernommen.
Bevor im November 1988 das dritte Werk Cruisin’ for a Bruisin’ erschien, hatte Sherman das Interesse verloren: Weder der provozierende Heavy-Metal-Stil von Mercyful Fate noch der angepasste, softe Rock von Fate fand seinen Zuspruch, zumal ihm die Erfolge von King Diamond nicht verborgen blieben und die Lust auf Härteres anfachten. Und da er nicht der Kopf von Fate war, musste er abermals einen Neubeginn wagen, diesmal jedoch als Bandleader, und zwar von Zoser Mez. Eingespielt wurde das Album in der Besetzung Pete Steiner, Bob Lance, The Mysterious Mr. Moth (Jacob Moth, * 1967), Flemming Rothaus und Jeff "Lox" Limbo. Zuerst war Rothaus dazugestoßen, den man während der Produktion, aufgrund seines äußeren Images auf der Straße ansprach, da man ihn für einen Musiker hielt. Er entpuppte sich als Drummer, war gewillt auf die Keyboards von Steiner umzusteigen und brachte den jungen Gitarristen Moth in die Band.
Sänger Jeff Limbo missfiel den anderen Bandmusikern zusehends, da er auf David-Lee-Roth-ähnliche Starallüren nicht verzichtete.
Jeff Limbo verließ die Band während einer Support Tournee von Fate für den schwedischen Ausnahmegitarristen Yngwie Malmsteen. Daraufhin sahen auch Moth und Rothaus keine Perspektiven mehr und quittierten ihren Dienst.
Weniger Posen und Glamour, dafür echte Metal-Roots sollte das nächste Album aufweisen, was dank des neuen Frontmannes Per Henriksen (nach Namenswechsel Per Johansson) und des im März 1989 beigetretenen Ausnahmegitarristen Mattias Eklundh (Ex-Frozen Eyes) gelang. Bisweilen nach Art des blinden Kanadiers Jeff Healey auf einem Stuhl sitzend, bearbeitet der Göteborger Eklundh (* 1969) die waagerecht auf seinen Oberschenkeln liegende E-Gitarre. Für ihn war Fate das Sprungbrett für eine eigene Karriere. Er gilt heute als ein Virtuose seines Fachs, in dem es vor Konkurrenz allerdings nur so wimmelt, weshalb sein Name nicht so geläufig ist wie beispielsweise der von Yngwie Malmsteen, Steve Vai oder Joe Satriani. Scratch’n Sniff erschien 1990. Der CD-Titel hat eine nicht sofort erkennbare Schmunzel-Komponente, denn er trägt die Bezeichnung für Kinderbücher mit Rubbel-Geruchsfeldern. Nicht beabsichtigt war dagegen die Ähnlichkeit zu der ansonsten recht ähnlichen schwedischen Band Treat, die Scratch And Bite auf dem Markt hatte. Die Künstlernamen wurden aufgegeben; sogar der Bandname stand zur Disposition.
Es folgten Tourneen, allein und mit den Landsmännern Pretty Maids. In Deutschland eröffneten sie für Axxis. Dabei wurde nur aktuelles Material dargeboten, weil es erstens eine Abrechnung mit der Limbo-Vergangenheit sein sollte, zweitens die Plattenfirma in das neue Image investiert hatte und drittens als Support nur vierzig Minuten Spielzeit zur Verfügung standen.
Kurz danach ging Eklundh und wurde durch das Kopenhagener Talent Sören Hoff ersetzt. Die Vorbereitungen für das neue Album gerieten ins Stocken und Gigs mussten aus finanziellen Erwägungen abgesagt werden. Der Split 1993 war unausweichlich.
Holm alias Bob Lance übernahm 1994 bei Mercyful Fate das Schlagzeug und spielte an der Seite Hank Shermans die Alben Into the Unknown, Dead Again und 9 mit ein. Wieder unter dem Namen Bjarne Holm versuchte er sich 1999 mit Sherman am Projekt Virus 7, das nach einem im Jahr 2000 erschienenen Album eingestellt wurde. 2004 traten Sherman und Holm zusammen mit Denner als Force of Evil erneut in Erscheinung.
Im selben Jahr erhielt Fate eine Einladung zum Deep Impact Festival in Deutschland. Steincke und Johannsson aus dem letzten CD-Lineup plus dem letzten Sänger Hoff plus zweier Aushilfsmusiker namens Rasmus Duedahl (Schlagzeug) beziehungsweise Nicklas Burmann (Keyboard) nahmen die Herausforderung an. Der Auftritt führte zum Re-Release alter Fate-Alben. Und dies wiederum zu Nachfragen, ob es die Gruppe wieder gebe.
Ein fester Schlagzeuger wurde gesucht und in Mikael Kvist, der sich seine Sporen bei der schwedischen Progressive-Metal-Band Elsesphere verdient hatte, gefunden. Im Winter 2005/2006 wurde das Album V eingespielt. Man griff dabei auf den Produzenten Tommy Hansen zurück, der schon für Scratch’n Sniff, aber auch für Outputs der deutschen Powermetal-Band Helloween und Pretty Maids verantwortlich zeichnete. Es erschien 2006. Statt – wie angekündigt – bereits 2007 einen Nachfolger vorzulegen, erschien 2010 mit dem neuen Sänger Dagfinn Joensen eine Best-of-Kompilation.

## Diskografie

### Alben
| Jahr | Titel                                | Label             | Anmerkung |
| ---- | ------------------------------------ | ----------------- | --- |
| 1985 | Fate                                 | EMI               | 2 Cover-Varianten: a) viergeteilt: in jeder Ecke Porträtfoto mit Instrument; typisches "Rautenlogo" mittig b) Gruppenfoto ohne Instrumente in leerer Fabrikhalle; rechts oben FATE-Schriftzug mit "Betonrissen" |
| 1986 | A Matter of Attitude                 | EMI               | 2004 re-released |
| 1988 | Cruisin' for a Bruisin'              | EMI               | von Sherman mitkomponiert, aber nicht eingespielt |
| 1990 | Scratch’n Sniff                      | EMI               | 2 Mitglieder haben Künstlernamen abgelegt; 2004 re-released |
| 2006 | V                                    | MTM Music         | |
| 2010 | 25 Years. The Best of Fate 1985-2010 | NL Records        | Songs aus allen 5 Alben, z.Tl. remastered, plus 2 neue Tracks |
| 2011 | Ghosts from the Past                 | AOR Heaven        | |
| 2013 | If Not for the Devil                 | Avenue of Allies  | |
| 2024 | Reconnect ’n Ignite                  | Frontiers Records | |

### Singles
| Jahr | Titel                           | Label | Anmerkung           |
| ---- | ------------------------------- | ----- | ------------------- |
| 1985 | Love on the Rox                 | EMI   | 12"                 |
| 1986 | Won’t Stop                      | EMI   | 12" + 7"            |
| 1987 | Summerlove                      | EMI   | 12" + 7"            |
| 1988 | Lovers                          | EMI   | 12" + 7" + CD-Promo |
| 1988 | Babe You Got a Friend           | EMI   | 7"                  |
| 1990 | Freedom                         | EMI   | 7" + CD-Promo       |
| 1990 | You’re the Best (Money Can Buy) | EMI   | 7"                  |